# Salamandra algira
Salamandra algira este o specie de salamandre din familia Salamandridae⁠(en)[traduceți] găsită în Algeria, Maroc, Ceuta și posibil și Tunisia. Printre habitatele sale naturale se numără păduri temperate, râuri și peșteri. Este amenințată de pierderea habitatului.

## Taxonomie
Specia Salamandra algira a fost descrisă în 1883 de către Jacques von Bedriaga⁠(en)[traduceți]. Există cinci subspecii recunoscute ale speciei Salamandra algira:
- S. a. algira Bedriaga, 1883[2]
- S. a. atlantica Hernandez & Escorzia, 2019[2]
- S. a. spelaea Escorzia & Comas, 2007[2]
- S. a. splendens Beukema et. al, 2013[2]
- S. a. tingitana Donaire-Barroso & Bogarets, 2003[2]

## Răspândire și habitat
Salamandra algira este endemică în nord-vestul Africii unde este găsită numai în Rif și Atlasul Mijlociu⁠(en)[traduceți] în nordul Marocului, în enclava spaniolă Ceuta și în munții costali din nordul Algeriei. A fost raportată și în nordul Tunisiei, dar acuratețea raportării este incertă. Se găsește aproximativ de la 80 m până la 2.450 m. Habitatul său este de obicei solul pădurilor umede de stejar și cedru unde se ascunde sub rădăcini și pietre. Este prezentă și în peșteri.

## Ecologie
De-a lungul majorității arealului său, Salamandra algira este ovovivipară cu câte opt până la 50 de ouă în fiecare serie de ouă, femelele păstrând ouăle în propriul corp până ce acestea eclozează, juvenilul hrănindu-se cu gălbenușul oului. Totuși, în regiunea Tingitana, juvenilul pare să își obțină substanțele nutritive cel puțin parțial de la femelă, sub formă de fluide secretate, aceste salamandre fiind considerate vivipare. Asta rezultă în vreo 15 larve ce sunt depozitate în cursuri de apă sau iazuri.

## Stare de conservare
Deși este comună la nivel local în unele zone, Salamandra algira este rară în altele și are un areal de răspândire fragmentat. Principala sa amenințare este distrugerea habitatului său forestier. Printre alte amenințări se numără canalizarea cursurilor de apă din păduri pentru irigații, suprapășunatul provocat de șeptel și colectarea de salamandre pentru comerțul cu animale de companie. Uniunea Internațională pentru Conservarea Naturii a clasificat-o ca specie vulnerabilă⁠(en)[traduceți].